# Kleivedermos
Kleivedermos (Fissidens taxifolius) is een mossensoort uit het geslacht vedermos (Fissidens). Het komt vooral voor in klei- en leemgebieden.

## Determinatie
Uiterlijke kenmerken
Kleivedermos is een veervormig topkapselmos. De tongvormige tot langwerpige lancetvormige bladeren zijn spits, hebben geen rand aan de bladrand (in tegenstelling tot andere Fissidens-soorten). De bladnerf loopt tot de bladtop en is licht uittredend. De stengel is 5 mm tot 3 cm lang. De langwerpige eivormige, ellipsvormig tot asymmetrisch gevormde sporenkapsels worden in de winter gevormd. Het sporogonium groeit vanaf de onderkant van de stengel. De seta wordt tot 1,5 cm lang.
Microscopische kenmerken
De laminacellen zijn afgerond, zeshoekig en ongeveer 8–12 µm in diameter. De sporen zijn glad en geelachtig.

## Ecologie
Kleivedermos groeit meestal in licht tot sterk beschaduwde, vochtige tot natte klei en leem in bossen, graslanden, tuinen, steilkanten en op met grond bedekte stenen, rotsen en boomvoeten. De soort kan echter ook op afwijkende plaatsen zoals in bloempotten en in kassen gevonden worden. 

## Verspreiding
Kleivedermos is wijd verspreid in de wereld. Het komt voor in Europa, Noord-Amerika, Midden-Amerika (Mexico, Caraïben), Zuid-Amerika (Brazilië, Chili), Nieuw-Zeeland en Azië (China, Japan). In Nederland komt het vrij algemeen voor. Het staat niet op de rode lijst en is niet bedreigd.

## Fotogalerij

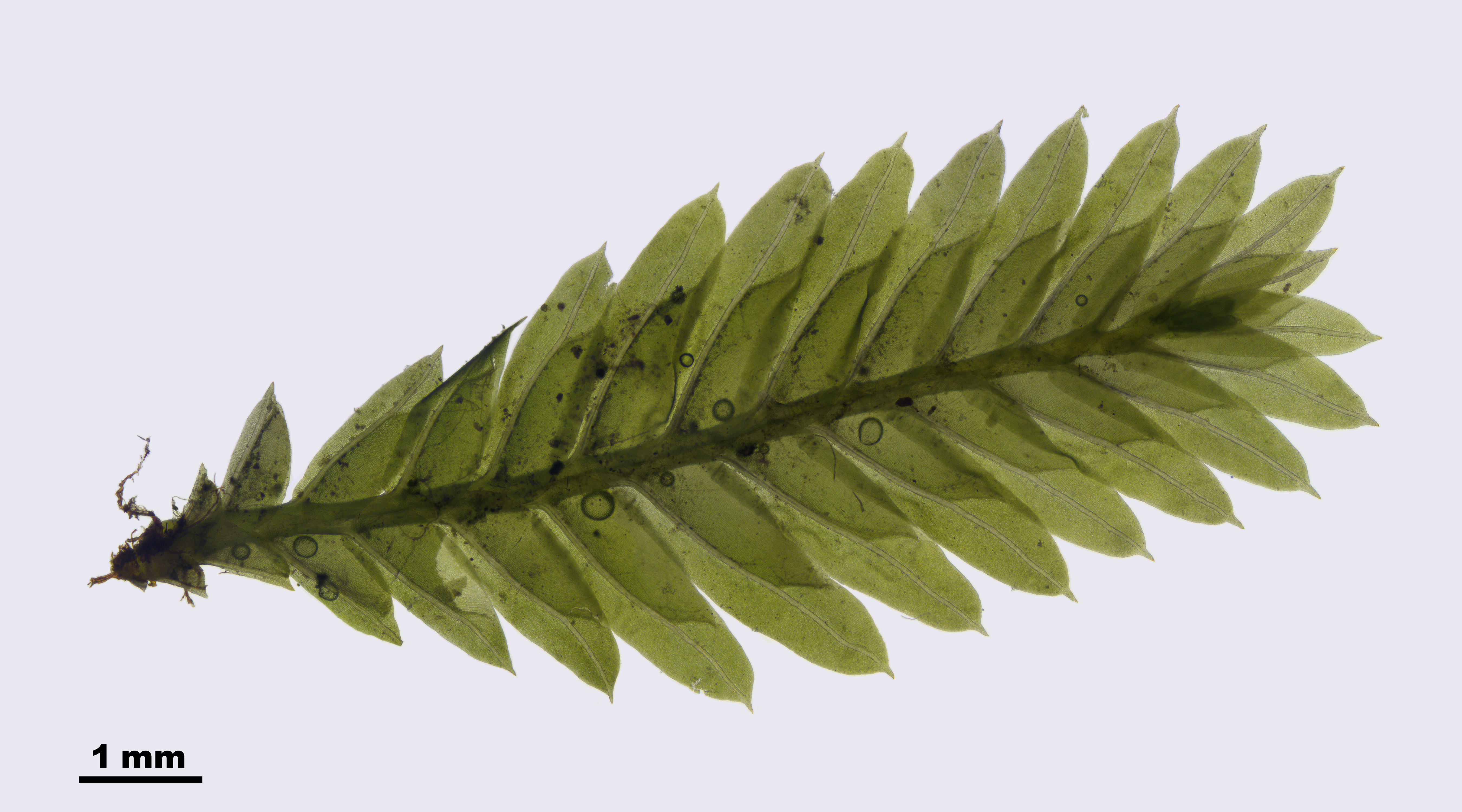
Bladeren
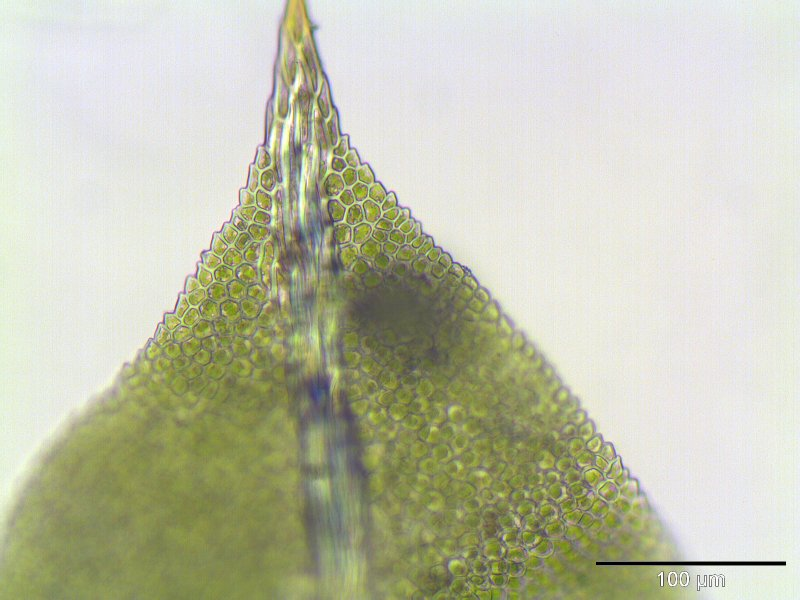
Bladpunt
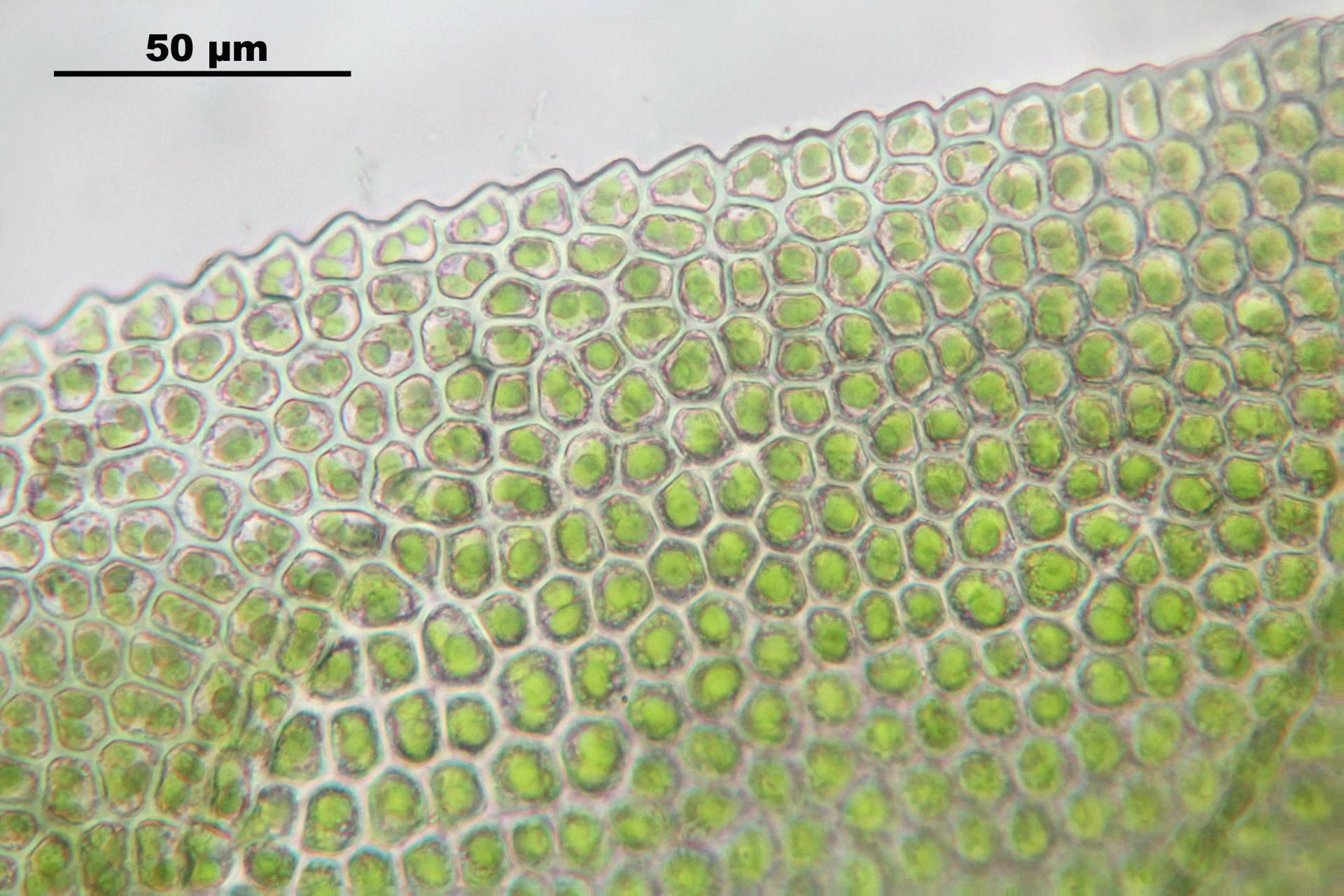
Bladcellen aan de bladrand
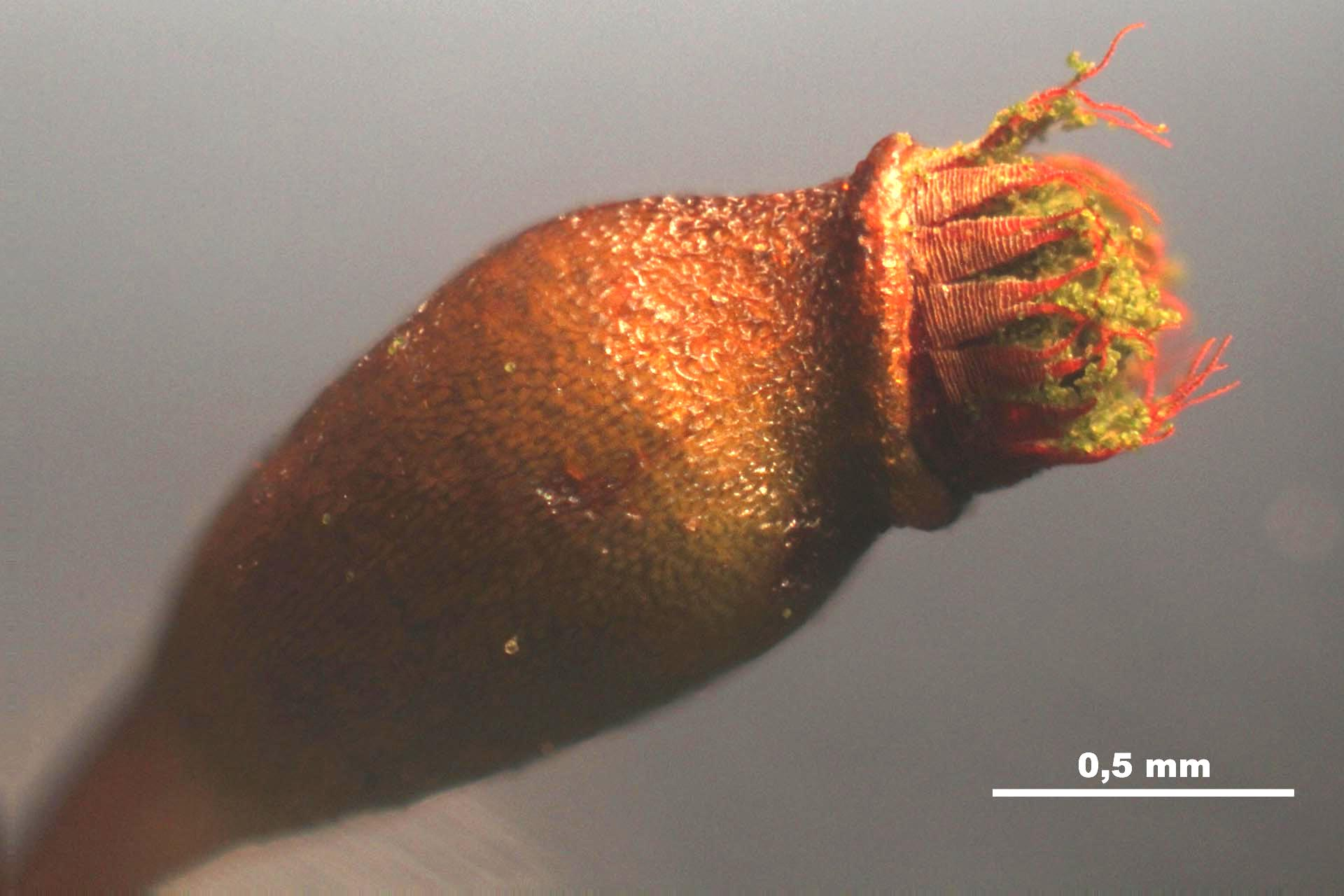
Sporenkapsel
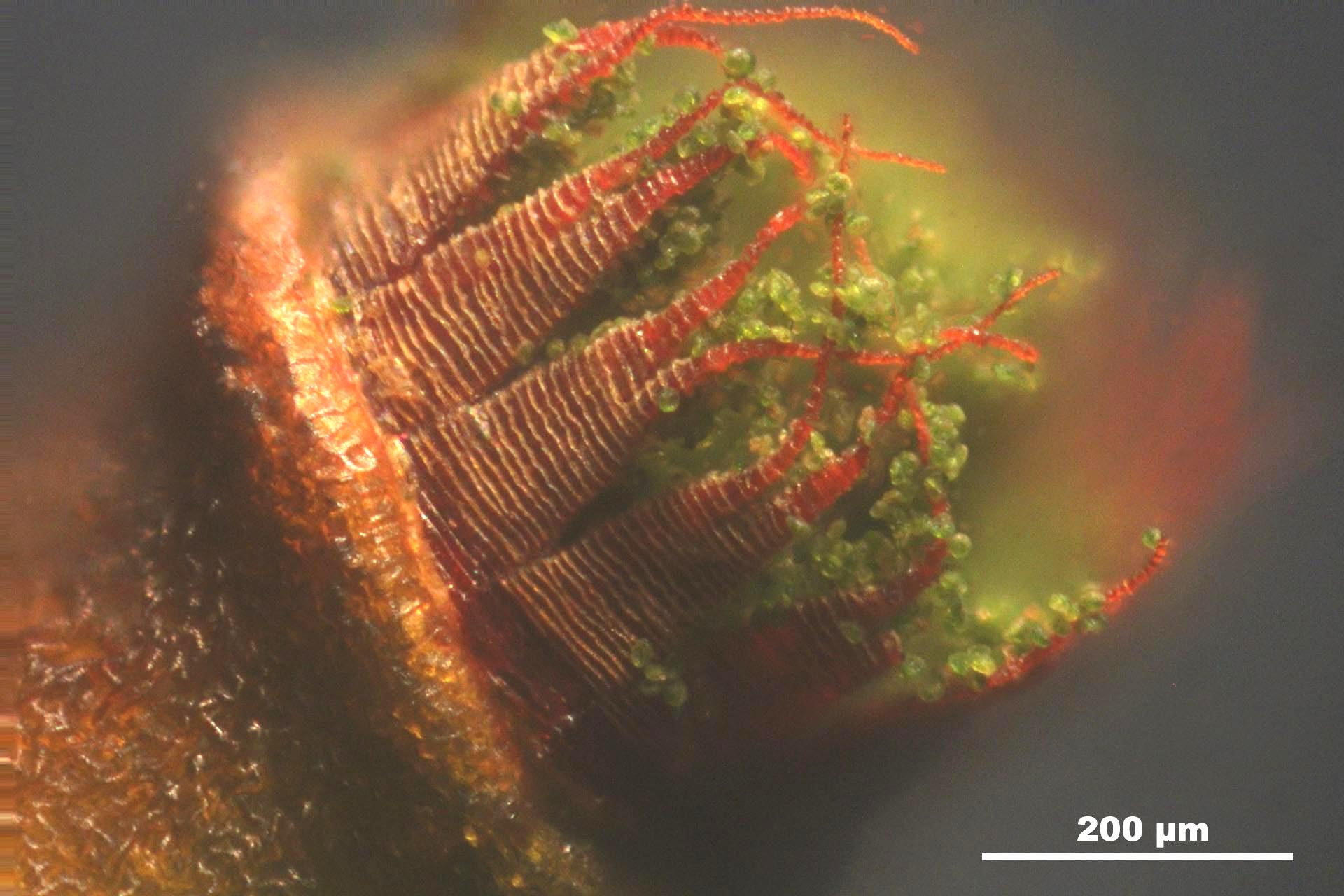
Sporenkapsel met sporen
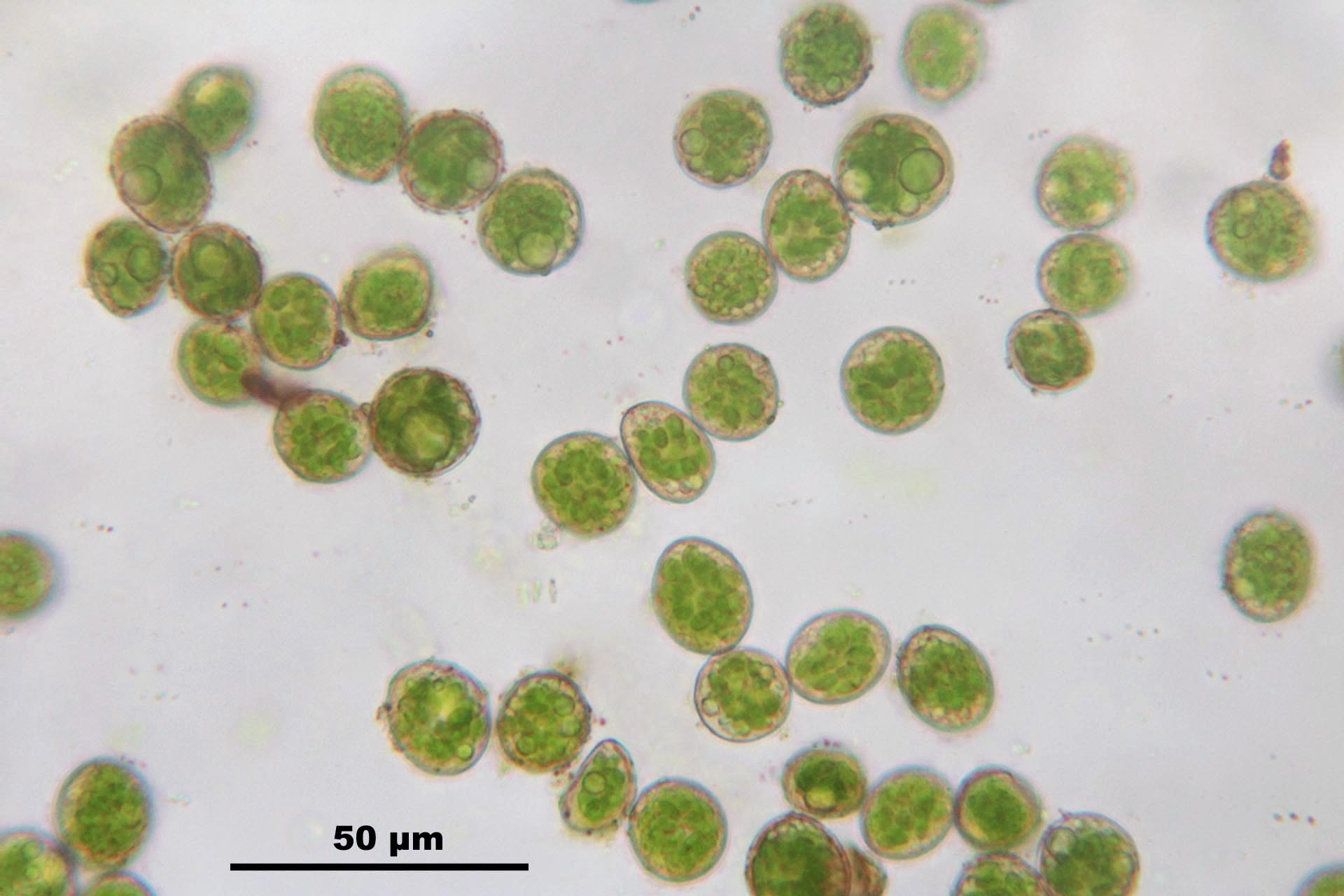
Sporen